# 诺曼·杰威森
诺曼·弗雷德里克·杰威森，CC，O.Ont（Norman Frederick Jewison，1926年7月21日—2024年1月20日），加拿大知名电影导演、制片人暨演员，加拿大电影中心的创始人。他所执导的电影中较为著名的有：1967年的《炎热的夜晚》、1968年的《龙凤斗智》、1971年的《屋顶上的小提琴手》、1973年的《万世巨星》、1984年的《大兵的故事》、1987年的《月色撩人》和1999年的《飓风》。

## 私人生活
诺曼于1926年7月21日生于安大略省的多伦多，他的母亲叫Dorothy Irene (Weaver) Jewison，父亲叫Percy Joseph Jewison，Percy经营着当地的邮局和一家便利店。諾曼於2024年1月20日於洛杉磯家中辭世。。

## 个人生活
诺曼与Margaret Ann Dixon于1953年7月11日结婚，后者于2004年11月26日在安大略一个叫奥兰治（Orangeville, Ontario）的小镇去世，这天正是她过完74岁生日后的第一天。两人一共有3个孩子：Kevin、Jennifer和Michael，同时还有5个孙子或孙女儿：Ella、Sam、Megan、Henry和Alexandra。

## 电影作品
导演：
- 《四十磅的烦恼（英语：40 Pounds of Trouble）》（1963）
- 《泡沫之恋（英语：The Thrill of It All）》（又译《幸福百分百》，1963）
- 《不要送花给我（英语：Send Me No Flowers）》（又译《名花有主》，1964）
- 《爱的艺术（英语：The Art of Love (1965 film)）》（1965）
- 《辛辛那提小子（英语：The Cincinnati Kid）》（又译《赌王卫冕记》，1965）
- 《俄国人来了（英语：The Russians Are Coming, the Russians Are Coming）》（又译《苏联潜艇大闹美国》，1966）
  - 提名—奧斯卡最佳影片獎
  - 提名—英國電影學院獎UN獎
- 《炎热的夜晚》（又译《恶夜追缉令》/《月黑风急杀人夜》，1967）
  - 英國電影學院獎UN獎
  - 提名—奧斯卡最佳導演獎
  - 提名—金球獎最佳導演
  - 提名—英國電影學院獎最佳任何來源影片
- 《龙凤斗智》（又译《托马斯·克朗事件》，1968）
- 《艳窟大扫荡（英语：Gaily, Gaily）》（又名《芝加哥，芝加哥》——"Chicago, Chicago"，1969）
- 《屋顶上的小提琴手》）（又译《锦绣良缘》，1971）
  - 提名—奧斯卡最佳影片獎
  - 提名—奧斯卡最佳導演獎
  - 提名—金球獎最佳導演
- 《万世巨星》（1973）
- 《疯狂轮滑（英语：Rollerball (1975 film)）》（又译《滚球大战》/《极速风暴》，1975）
- 《拳头大风暴（英语：F.I.S.T.）》（1978）
- 《伸张正义（英语：...And Justice for All (film)）》（又译《义勇急先锋》，1979）
- 《小迷糊回娘家（英语：Best Friends (1982 film)）》（又译《最佳朋友》，1982）
- 《大兵》（又译《残酷战争实录》/《大兵的故事》，1984）
  - 提名—奧斯卡最佳影片獎
- 《上帝的女儿（英语：Agnes of God (film)）》（又译《神迹奇案》，1985）
- 《月色撩人》（又译《月满抱佳人》，1987）
  - 提名—奧斯卡最佳影片獎
  - 提名—奧斯卡最佳導演獎
- 《冷暖天涯（英语：In Country）》（又译《乡村岁月》，1989）
- 《金钱太保（英语：Other People's Money）》（又译《抢钱世界》/《抢钱至尊》，1991）
- 《我心属于你》（又译《命中奇缘》/《唯一的你》/《非你不嫁》，1994）
- 《妈咪也疯狂（英语：Bogus (film)）》（又译《茶煲小鬼头》，1996）
- 《飓风》（又译《黑罪风云》/《捍卫正义》，1999）
  - 提名—金球獎最佳導演
- 《友情晚宴（英语：Dinner with Friends）》（2001，电视电影）
  - 提名—艾美獎最佳電視電影
- 《瓦尔特和亨利》（"Walter and Henry"，2001，电视电影）
- 《屠杀报告（英语：The Statement (film)）》（2003）

## 奖项
学院奖
- 《月色撩人》：提名第60届学院奖导演奖
- 《屋顶上的小提琴手》：提名第44届学院奖导演奖
- 《炎热的夜晚》：提中第40届学院奖导演奖

第38届柏林国际电影节
- 《月色撩人》获最佳导演银熊奖[4]

英国电影学院奖
- 《炎热的夜晚》：提名最佳影片奖，并获联合国奖

纽约影评人协会
- 《屋顶上的小提琴手》：提名最佳影片和导演奖
- 《炎热的夜晚》：获最佳影片奖并提名最佳导演奖

第14届莫斯科国际电影节
- 《大兵的故事》获金奖